# فيكتور إيفانز
فيكتور إيفانز (4 مارس 1912 في المملكة المتحدة - 28 مارس 1975 في المملكة المتحدة) (بالإنجليزية: Victor Evans)‏ هو لاعب كريكت بريطاني (وحمل سابقاً جنسية المملكة المتحدة لبريطانيا العظمى وأيرلندا). لعب مع نادي مقاطعة ساسكس للكريكت ‏.

## وصلات خارجية
- فيكتور إيفانز على موقع إي آس بي آن كريك إنفو (الإنجليزية)